# Brachlewo
Brachlewo is een plaats in het Poolse district  Kwidzyński, woiwodschap Pommeren. De plaats maakt deel uit van de gemeente Kwidzyn en telt 366 inwoners.

## Verkeer en vervoer
- Station Brachlewo